# Mariana (esposa de Herodes)
Mariana ou Mariane (54 a.C. — 29 a.C.) foi a segunda mulher de Herodes, o Grande. Seu pai era Alexandre, filho de Aristóbulo II e sua mãe era Alexandra, filha de Hircano II; Aristóbulo e Hircano eram irmãos. Mariana e seu irmão Aristóbulo eram extremamente belos. 